# Olympische Sommerspiele 1992/Leichtathletik – 4 × 100 m (Frauen)

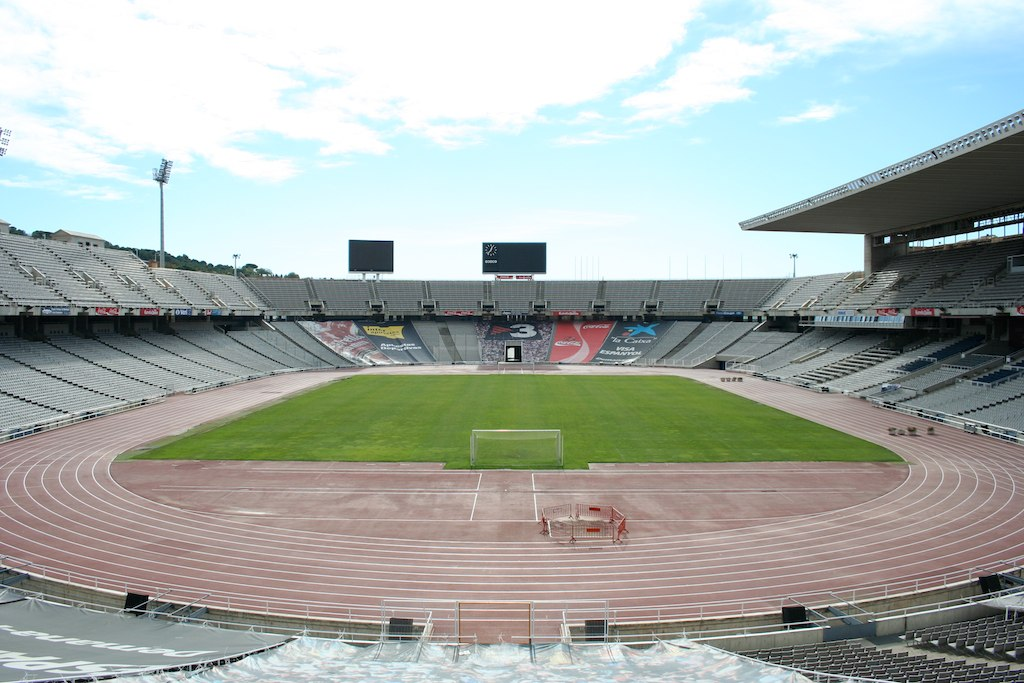
Das Olympiastadion von Barcelona im Jahr 2008

Die 4-mal-100-Meter-Staffel der Frauen bei den Olympischen Spielen 1992 in Barcelona wurde am 7. und 8. August 1992 in zwei Runden im Olympiastadion Barcelona ausgetragen. In vierzehn Staffeln nahmen 57 Athletinnen teil.
Die Staffel der USA gewann in der Besetzung Evelyn Ashford, Esther Jones, Carlette Guidry und Gwen Torrence sowie Michelle Finn im Vorlauf die Goldmedaille.
Silber ging an das Vereinte Team (Olga Bogoslowskaja, Galina Maltschugina, Marina Trandenkowa, Irina Priwalowa).
Bronze gewann Nigeria mit Beatrice Utondu, Faith Idehen, Christy Opara-Thompson und Mary Onyali.
Auch die im Vorlauf für die Medaillengewinnerinnen eingesetzte Läuferin erhielt entsprechendes Edelmetall.
Die Staffel aus Deutschland qualifizierte sich für das Finale und belegte Rang fünf.

Staffeln aus der Schweiz, Österreich und Liechtenstein nahmen nicht teil.

## Aktuelle Titelträgerinnen
| Olympiasiegerinnen 1988                      | USA                 | 41,98 s | Seoul 1988            |
| Weltmeisterinnen 1991                        | Jamaika             | 41,94 s | Tokio 1991            |
| Europameisterinnen 1990                      | DDR                 | 41,68 s | Split 1990            |
| Panamerikanischer Meisterinnen 1991          | Jamaika             | 43,79 s | Havanna 1991          |
| Zentralamerika und Karibik-Meisterinnen 1991 | Jamaika             | 44,54 s | Xalapa 1991           |
| Südamerika-Meisterinnen 1991                 | Brasilien           | 44,87 s | Manaus 1991           |
| Asienmeisterinnen 1991                       | Volksrepublik China | 43,41 s | Kuala Lumpur 1991     |
| Afrikameisterinnen 1992                      | Südafrika           | 44,53 s | Belle Vue Maurel 1992 |
| Ozeanienmeisterinnen 1990                    | Neuseeland          | 47,92 s | Suva 1990             |

## Bestehende Rekorde
| Weltrekord         | 41,37 s | DDR (Silke Gladisch, Sabine Günther, Ingrid Auerswald, Marlies Göhr) | Canberra, Australien                           | 6. Oktober 1985 |
| Olympischer Rekord | 41,60 s | DDR (Romy Müller, Bärbel Wöckel, Ingrid Auerswald, Marlies Göhr)     | Finale OS Moskau, Sowjetunion (heute Russland) | 1. August 1980  |

Der bestehende olympische Rekord wurde bei diesen Spielen nicht erreicht. Im schnellsten Rennen, dem Finale, verfehlten die Vereinigten Staaten als Olympiasieger mit 42,11 s diesen Rekord um 51 Hundertstelsekunden. Zum Weltrekord fehlten dem Team 74 Hundertstelsekunden.

## Vorrunde
Datum: 7. August 1992, 19:00 Uhr
In der Vorrunde wurden die vierzehn Staffeln in zwei Läufe gelost. Für das Finale qualifizierten sich pro Lauf die ersten drei Teams. Darüber hinaus kamen die zwei Zeitschnellsten, die sogenannten Lucky Loser, weiter. Die direkt qualifizierten Mannschaften sind hellblau, die Lucky Loser hellgrün unterlegt.

### Vorlauf 1
19:00 Uhr
| Platz | Staffel             | Besetzung                                                                 | Zeit    |
| ----- | ------------------- | ------------------------------------------------------------------------- | ------- |
| 1     | Vereintes Team      | Olga Bogoslowskaja Galina Maltschugina Marina Trandenkowa Irina Priwalowa | 42,42 s |
| 2     | USA                 | Evelyn Ashford Esther Jones Carlette Guidry Michelle Finn                 | 42,50 s |
| 3     | Deutschland         | Andrea Philipp Silke-Beate Knoll Andrea Thomas Sabine Günther             | 43,32 s |
| 4     | Australien          | Melissa Moore Melinda Gainsford Kathy Sambell Kerry Johnson               | 43,49 s |
| 5     | Volksrepublik China | Gao Han Tian Yumei Chen Zhaojing Xiao Yehua                               | 43,70 s |
| 6     | Thailand            | Nednapa Chommuak Reawadee Srithoa Ratjai Sripet Pornpim Srisurat          | 44,94 s |
| 7     | Kamerun             | Myriam Léonie Mani Georgette Nkoma Monique Kengné Louisette Thobi         | 44,97 s |

### Vorlauf 2
19:10 Uhr
| Platz | Staffel        | Besetzung                                                                 | Zeit    |
| ----- | -------------- | ------------------------------------------------------------------------- | ------- |
| 1     | Jamaika        | Michelle Freeman Juliet Cuthbert Dahlia Duhaney Merlene Ottey             | 42,28 s |
| 2     | Nigeria        | Beatrice Utondu Faith Idehen Christy Opara-Thompson Mary Onyali           | 42,39 s |
| 3     | Frankreich     | Patricia Girard Odiah Sidibé Laurence Bily Marie-José Pérec               | 42,58 s |
| 4     | Kuba           | Eusebia Riquelme Aliuska López Idalmis Bonne Liliana Allen                | 43,51 s |
| 5     | Finnland       | Minna Painilainen-Soon Sisko Hanhijoki Sanna Hernesniemi Marja Tennivaara | 43,60 s |
| 6     | Niederlande    | Karen van der Kooij Jacqueline Poelman Karin de Lange Petra Huybrechtse   | 43,91 s |
| DSQ   | Elfenbeinküste | Louise Ayétotché Alimata Koné Olga Mutanda Ziga Foufoué                   |         |

## Finale
Datum: 8. August 1992, 19:00 Uhr
| Platz | Staffel        | Besetzung                                                                                                   | Zeit    |
| ----- | -------------- | --- | ------- |
| 1     | USA            | Evelyn Ashford Esther Jones Carlette Guidry Gwen Torrence (Finale) in den Vorläufen außerdem: Michelle Finn | 42,11 s |
| 2     | Vereintes Team | Olga Bogoslowskaja Galina Maltschugina Marina Trandenkowa Irina Priwalowa                                   | 42,16 s |
| 3     | Nigeria        | Beatrice Utondu Faith Idehen Christy Opara-Thompson Mary Onyali                                             | 42,81 s |
| 4     | Frankreich     | Patricia Girard Odiah Sidibé Laurence Bily Marie-José Pérec                                                 | 42,85 s |
| 5     | Deutschland    | Andrea Philipp Silke-Beate Knoll Andrea Thomas Sabine Günther                                               | 43,12 s |
| 6     | Australien     | Melissa Moore Melinda Gainsford Kathy Sambell Kerry Johnson                                                 | 43,77 s |
| DNF   | Jamaika        | Michelle Freeman Juliet Cuthbert Dahlia Duhaney Merlene Ottey                                               |         |
| DNF   | Kuba           | Eusebia Riquelme Aliuska López Idalmis Bonne Liliana Allen                                                  |         |

Im Finalrennen gab es nur eine Besetzungsänderung. In der US-Staffel wurde Michelle Finn durch Gwen Torrence ersetzt.
Nach der deutschen Wiedervereinigung war das Niveau der Sprinterinnen in diesem Land bzw. dem Nachfolgeverband nicht mehr ganz auf dem hohen Standard wie zuvor in der DDR. So war die US-Staffel leicht favorisiert für diesen Wettkampf. Aber es war klar, dass vor allem die Weltmeisterinnen aus Jamaika und die Läuferinnen des Vereinten Teams ebenfalls chancenreich an den Start gehen würden.
Im Finale mussten die Jamaikanerinnen ihre Medaillenhoffnungen nach dem ersten Wechsel begraben, als sich Juliet Cuthbert eine Oberschenkelverletzung zuzog und das Rennen nicht fortsetzen konnte. Bis zur Zielgeraden war der Ausgang des Staffelwettkampfs völlig offen. Das Vereinte Team lag mit der Schlussläuferin Irina Priwalowa knapp einen Meter in Führung vor den USA mit Gwen Torrence. Doch die US-Amerikanerin war die schnellere Sprinterin und konnte den Sieg mit fünf Hundertstelsekunden Vorsprung für ihr Team sichern. Auch im Kampf um Bronze ging es nach dem Ausfall der Jamaikanerinnen eng und spannend zu. Die nigerianische Staffel errang schließlich diese Medaille mit vier Hundertstelsekunden Vorsprung vor Frankreich. Deutschland belegte Rang fünf vor Australien.
Im fünfzehnten olympischen Finale dieses Wettbewerbs gewannen die USA die achte Goldmedaille. Es war die dritte in Folge nach 1984 und 1988.
Nigeria gewann erstmals eine Medaille in der 4-mal-100-Meter-Staffel der Frauen.

## Videolinks
- Women's 4 x 100m Relay Final - 1992 Olympic Games, youtube.com, abgerufen am 25. Dezember 2021
- Women's 4x100m Relay Final at the Barcelona 1992 Olympics, youtube.com, abgerufen am 25. Dezember 2021
- Women's 4x100m Relay Final Barcelona Olympics 1992, youtube.com, abgerufen am 18. Februar 2018

- Women's 4 x 100m Relay Final - 1992 Olympic Games, youtube.com, abgerufen am 25. Dezember 2021
- Women's 4x100m Relay Final at the Barcelona 1992 Olympics, youtube.com, abgerufen am 25. Dezember 2021
- Women's 4x100m Relay Final Barcelona Olympics 1992, youtube.com, abgerufen am 18. Februar 2018